# Dacrymyces punctiformis
Dacrymyces punctiformis är en svampart som beskrevs av Neuhoff 1934. Dacrymyces punctiformis ingår i släktet Dacrymyces och familjen Dacrymycetaceae.   Inga underarter finns listade i Catalogue of Life.